# Projet Ouganda

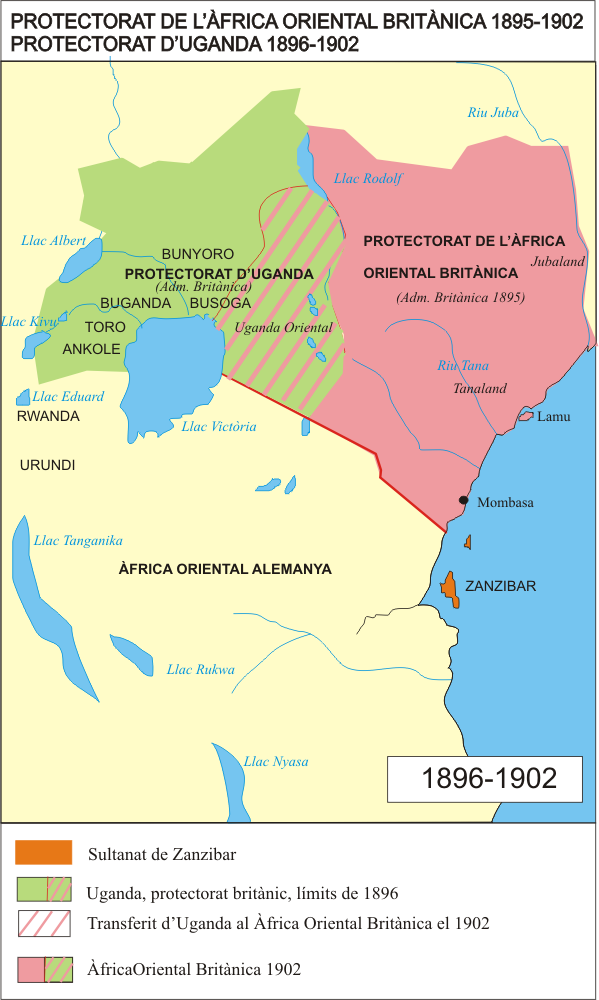
Carte de l'Afrique orientale britannique 1895-1902

Le projet Ouganda (en anglais : Uganda Scheme) est un projet d'implantation juive en Ouganda, alors territoire britannique de la colonie du Kenya, proposé par le gouvernement britannique et envisagé comme un pis-aller par certains dirigeants sionistes, confrontés aux difficultés de l'implantation juive en Palestine, alors sous le contrôle de l'Empire ottoman.
Le projet est présenté en 1903 par Theodor Herzl au sixième congrès sioniste, comme solution temporaire aux problèmes du peuple juif. Le congrès accepte que soit effectuée une mission d'étude de faisabilité. Celle-ci, réalisée en 1905, donne une réponse défavorable. Le projet est repoussé par le septième congrès sioniste (1905). 
Par la suite, au cours de la Première Guerre mondiale, le gouvernement britannique décide de soutenir le projet sioniste de retour en Terre d'Israël, soutien concrétisé par la déclaration Balfour de 1917.

## Contexte historique
- Sionisme, Organisation sioniste mondiale, Theodor Herzl, Congrès sioniste
- Terre d'Israël, Palestine, Palestine ottomane
- Empire colonial britannique, Protectorat de l'Ouganda

## Historique du projet Ouganda

### Origines

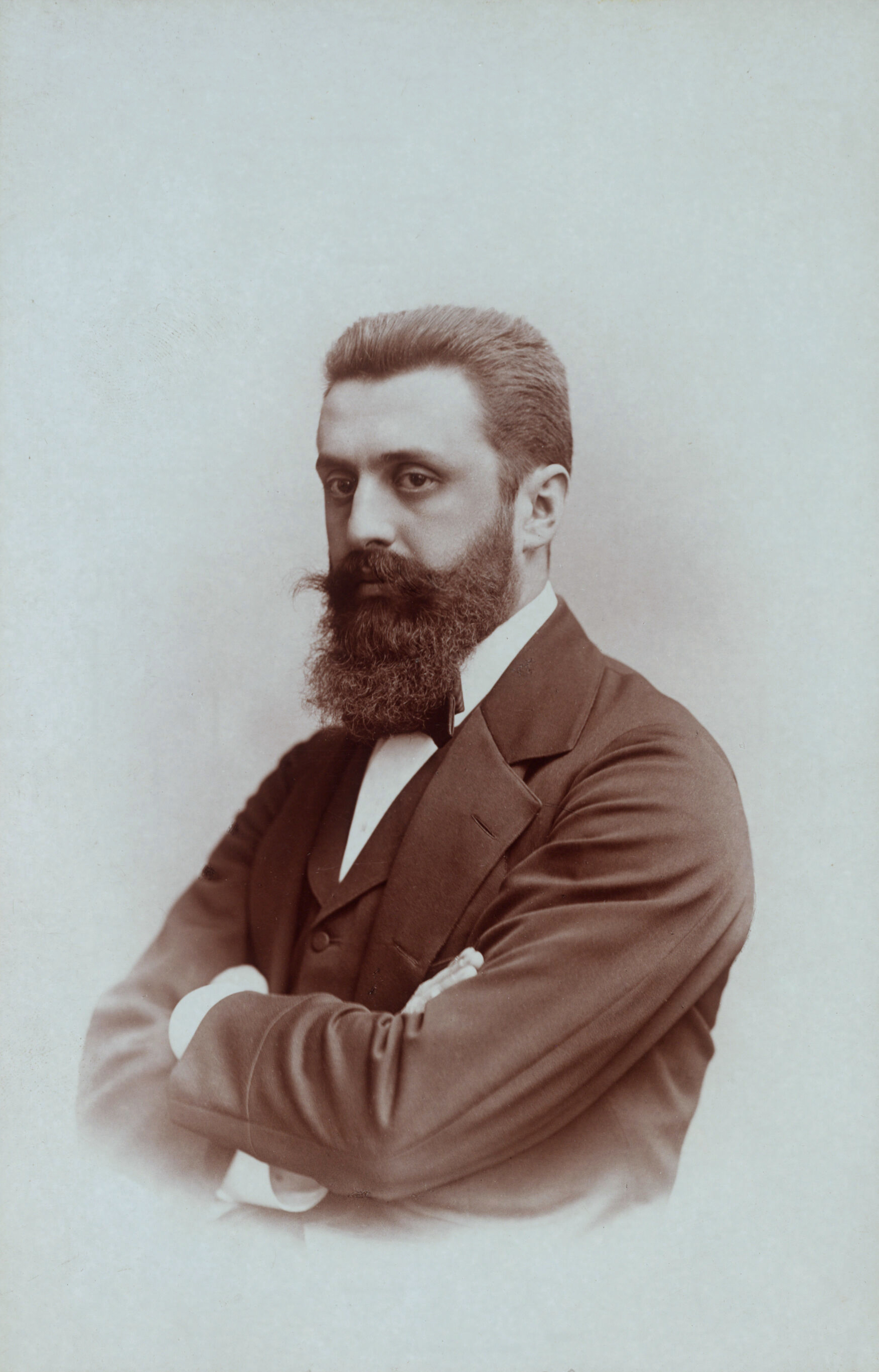
Theodor Herzl

Le projet apparait au début du XXe siècle en raison du refus du gouvernement ottoman d'accorder l'autorisation aux Juifs de s'installer en Palestine et de l'accroissement du désarroi des communautés juives d'Europe orientale grandissant.
Il s'agit d'une proposition du gouvernement du Royaume-Uni faite aux dirigeants de l'Organisation sioniste mondiale[réf. nécessaire], notamment son fondateur, Theodor Herzl, pour installer des juifs en Ouganda.
Theodor Herzl envisage la possibilité d'accepter cette proposition d'installation en Ouganda, au moins à titre provisoire. 

### Le sixième congrès sioniste (août 1903) et ses suites
Herzl présente officiellement le projet lors du sixième congrès sioniste tenu à Bâle du 23 au 28 août). Dans son discours, Herzl insiste sur le fait que « l'Ouganda n'est pas Sion, et ne sera jamais Sion ». 
Par 292 voix pour, 177 voix contre et 132 abstentions, les délégués au congrès désignent trois personnes[Qui ?] chargées d'évaluer sur place les possibilités d'implantation juive. 

### La mission sioniste en Ouganda
L'expédition n'a lieu qu'à partir de décembre 1904. Elle est dirigée par Alfred Saint Hill Gibbons. 
Le mensuel L'Echo sioniste, dans son numéro de janvier 1905, assure être « en mesure d'affirmer d'une manière officieuse qu'il ne sera plus question du projet de l'Ouganda ». 
Au retour de la mission, deux de ses trois membres repoussent toute possibilité d'installation en Ouganda, notamment en raison de l'opposition des colons déjà présents dans les territoires britanniques d'Afrique australe.

### Rejet du projet par le septième congrès sioniste (1905)
Le septième congrès sioniste, qui se réunit en 1905 (aussi à Bâle) peu après la mort de Theodor Herzl (1860-1904), rejette le projet dans son ensemble, à une forte majorité, au motif que « toute tentative d'implantation en dehors de la Terre d'Israël va à l'encontre des principes décidés à Bâle », c'est-à-dire au premier congrès sioniste, en 1897.
Une partie des délégués partisans du projet quitte l'Organisation sioniste mondiale, fondant l'Organisation juive territorialiste, qui envisage un foyer national juif hors de la Terre d'Israël.

## Suites

### Installation de juifs en Ouganda
Une poignée de familles venues de Pologne et de Russie s'installent tout de même dans la région. 
En 2015, la communauté juive compte 150 membres, venus d'Europe, d'Afrique ou d'Asie.

### Le revirement britannique de 1917
Après de nombreux changements d'avis et de dissensions et malgré l'avis favorable du gouvernement britannique, le projet ne sera jamais réellement appliqué, pour des raisons liées à la survenue de la Première Guerre mondiale (1914-1918) : 
- dès 1917, les Britanniques sont en position favorables au Moyen-Orient face à l'Empire ottoman ; par la déclaration Balfour[6], le gouvernement britannique s'engage à soutenir la création d'un foyer national juif en Palestine ;
- en 1918, la Palestine est occupée par l'armée britannique ;
- en 1920 (traité de Sèvres), l'Empire ottoman perd tous ses territoires du Moyen-Orient au sud d'Alexandrette ; la Société des Nations attribue au Royaume-Uni un mandat sur la Palestine (de même que le Liban devient un mandat français) : c'est le début de la Palestine mandataire, qui prend fin en 1948.

Le foyer national juif en Terre d'Israël devient dès lors un objectif réaliste pour le mouvement sioniste : il sera effectivement réalisé le 14 mai 1948 par la déclaration d'indépendance de l'État d'Israël, confirmée par la victoire israélienne face aux armées arabes en 1949.